# 栗林駅 (台中市)
栗林駅（りつりんえき）は台湾台中市潭子区にある台湾鉄路管理局台中線の駅。台鉄捷運化計画の一環で高架駅として新設が決定された。計画時は「豊南（ほうなん）駅」という仮称だったが豊原区には所在しないことから、住民の意見を反映して現駅名となった。区間車のみが停車する。

## 歴史
- 2006年2月13日 - 行政院で当駅新設を含む「台中都会区鉄路高架捷運化計画（中国語版）」が承認される[6]。
- 2009年10月16日 - 高架化事業着工[7]。
- 2012年
  - 6月27日 - 入札[8]
  - 7月22日 - 駅舎起工[9]。
- 2014年7月17日 - 駅名が「栗林」に決定[10][11]。
- 2016年10月16日 - 台中線高架区間開通[12]。
- 2018年10月28日 - 開業[13][14][15]。

## 駅構造
相対式ホーム2面2線の高架駅。

### 駅階層
| 地上 三階                      |                                    |                                                                |
| 相対式ホーム、左側のドアが開く |                                    |                                                                |
| 1番線                          | →■台中線 台中・彰化方面（潭子駅）→ |                                                                |
| 2番線                          | ←■台中線 豊原・新竹方面（豊原駅）  |                                                                |
| 相対式ホーム、左側のドアが開く |                                    |                                                                |
| 地上 二階                      | コンコース                         | 出入口、コンコース、自動券売機、改札口、エスカレーター、トイレ |

## 利用状況
| 年   | 年間    | 年間    | 年間    | 年間   | 1日平均 | 1日平均 |
| 年   | 乗車    | 下車    | 乗降計  | 出典   | 乗車    | 乗降計  |
| ---- | ------- | ------- | ------- | ------ | ------- | ------- |
| 2018 | 26,603  | 27,976  | 54,579  | [ 17 ] | 409     | 840     |
| 2019 | 207,979 | 207,646 | 415,625 | [ 18 ] | 570     | 1,139   |
| 2020 | 235,283 | 224,895 | 460,178 | [ 19 ] | 643     | 1,257   |
| 2021 | 207,730 | 196,756 | 404,486 | [ 20 ] | 569     | 1,108   |

## 駅周辺
- 全聯福利中心 潭子潭豊店（スーパーマーケット）
- 豊原大道一段（中国語版）
- 台3線
- 私立弘文高級中学（中国語版）
- 台中市立豊南国民中学
- 台中市立合作国民小学
- 台中市立豊田国民小学
- 栗林公園

## バス
最寄りの停留所は「栗林車站」（永豐螺絲から改名）。
台中市市区公車
| 系統  | 区間                        | 事業者   | 備考                                                   |
| ----- | --------------------------- | -------- | ------------------------------------------------------ |
| 55    | 地方法院 - 豊原             | 豊原客運 | 北屯豊原幹線。豊原慈済宮、一中商圏、舊社公園、潭子方面 |
| 901主 | 豊原（北陽二街） - 明徳高中 | 台中客運 | 台3線豊原台中段幹線。 豊原区豊東路経由                 |
| 901副 | 豊原（北陽二街） - 明徳高中 | 台中客運 | 台3線豊原台中段幹線 豊原大道経由                       |

## 隣の駅
台湾鉄路管理局
台中線（山線）
豊原駅 - 栗林駅 - 潭子駅